# Twin Peaks (álbum)
Twin Peaks es el tercer álbum en vivo de la banda estadounidense Mountain, publicado en febrero de 1974 por Columbia/Windfall Records.

## Recepción de la crítica
Un escritor no especificado de Record World declaró: “Los ritmos arden con furia feroz en temas importantes de Mountain como «Never in My Life», «Mississippi Queen» y «Nantucket Sleigh Ride»”. Un escritor no especificado de la revista Billboard comentó: “No se ha oído demasiado en los últimos tiempos del consorcio musical formado por Leslie West y Felix Pappalardi. Sin embargo, este conjunto de dos álbumes grabados en vivo en Japón muestra que Mountain todavía es muy capaz de producir esos sonidos de rock terrosos que los impulsaron a la popularidad a finales de los años 1960 y principios de los años 1970”.

## Lista de canciones
| Lado uno |                                  |                                                       |          |  |
| N.º      | Título                           | Escritor(es)                                          | Duración |  |
| 1.       | «Never in My Life»               | Leslie West Felix Pappalardi Gail Collins Corky Laing | 4:15     |  |
| 2.       | «Theme for an Imaginary Western» | Jack Bruce Pete Brown                                 | 4:59     |  |
| 3.       | «Blood of the Sun»               | West Pappalardi Collins                               | 3:05     |  |
| 4.       | «Guitar Solo»                    | West                                                  | 5:43     |  |

| Lado dos |                                 |                    |          |  |
| N.º      | Título                          | Escritor(es)       | Duración |  |
| 1.       | «Nantucket Sleighride (Part I)» | Pappalardi Collins | 16:19    |  |

| Lado tres |                                     |                    |          |  |
| N.º       | Título                              | Escritor(es)       | Duración |  |
| 1.        | «Nantucket Sleighride (Conclusion)» | Pappalardi Collins | 16:14    |  |

| Lado cuatro |                       |                                                          |          |  |
| N.º         | Título                | Escritor(es)                                             | Duración |  |
| 1.          | «Crossroader»         | Pappalardi Collins                                       | 5:58     |  |
| 2.          | «Mississippi Queen»   | West Laing Pappalardi David Rea                          | 4:15     |  |
| 3.          | «Silver Paper»        | West Pappalardi Collins George Gardos Steve Knight Laing | 6:15     |  |
| 4.          | «Roll Over Beethoven» | Chuck Berry                                              | 2:25     |  |

## Posicionamiento
| Gráfica (1974)                            | Pico de posición |
| ----------------------------------------- | ---------------- |
| Estados Unidos (Billboard Top LPs & Tape) | 142              |